# Jumpstart Our Business Startups Act
Il Jumpstart Our Business Startups Act, o JOBS Act, è una legge per promuovere il finanziamento delle piccole imprese negli Stati Uniti d'America semplificando molte delle normative nazionali in materia di titoli. 
È stata approvato con sostegno bipartisan, e fu firmato dal presidente Barack Obama il 5 aprile 2012. 
Le prime sei sezioni, o "Titoli", del JOBS Act prendono il nome dalle proposte di legge originali su cui si basavano, e l'ultima sezione, il Titolo VII, impone alla SEC di estendere la nuova legislazione alle piccole e medie imprese e alle imprese di proprietà di donne, veterani e membri di minoranze.
Il Titolo II entrò in vigore il 23 settembre 2013.
Il Titolo III, conosciuto pure come CROWDFUND Act, ha attirato l'attenzione di gran parte del pubblico perché crea per le società un modo per usare il crowdfunding per emettere titoli di debito, ciò che in precedenza non era concesso. Il titolo III dell'Act, la disposizione di crowdfunding, è stato definito una delle esenzioni di titoli più importanti emanate a partire dall'originale Securities Act del 1933. Il 30 ottobre 2015 la SEC adottò le regole finali che permettono l'equity crowdfunding del Titolo III. Queste disposizioni ebbero effetto dal 16 maggio 2016. Altri titoli dell'Act erano divenuti esecutivi negli anni precedenti a partire dall'approvazione dell'Act.

## Storia legislativa
In seguito alla diminuzione nell'attività delle piccole imprese all'indomani della crisi finanziaria del 2008, il Congresso considerò diverse soluzioni per contribuire a stimolare la crescita economica. Nel novembre 2011, la Camera approvò parecchie proposte volte alla rivitalizzazione economica, tra cui Small Company Capital Formation (H.R. 1070), Entrepreneur Access to Capital (H.R. 2930), e Access to Capital for Job Creators (H.R. 2940). L'Entrepreneur Access to Capital Act fu presentato da Patrick McHenry (R-NC) e riveduto in collaborazione con Carolyn Maloney (D-NY). Ispirato dal Crowdfunding exemption movement e raccomandato dalla Casa Bianca, fu il primo provvedimento USA concepito per attuare un'esenzione normativa per le obbligazioni alimentate dal crowdfunding.
L'approvazione dell'H.R. 2930 ispirò la presentazione di due provvedimenti al Senato analogamente orientati alla nuova esenzione del crowdfunding: il Democratizing Access to Capital Act (S.1791, Scott Brown, R-MA), e del CROWDFUND (Capital Raising Online While Deterring Fraud and Unethical Non-Disclosure) Act (S.1970, Jeff Merkley, D-OR). Tutte e tre le proposte furono devolute al Senate Banking Committee, che non provvide in proposito fino al marzo 2012.
Nel dicembre 2011 il rappresentante Stephen Lee Fincher (R-TN) presentò alla Camera il Reopening American Capital Markets to Emerging Growth Companies Act (H.R. 3606), per esentare le società che fatturano meno di 1 miliardo di dollari da alcuni vincoli di conformità del Sarbanes-Oxley Act. Questa proposta fu devoluta allo House Financial Services Committee.

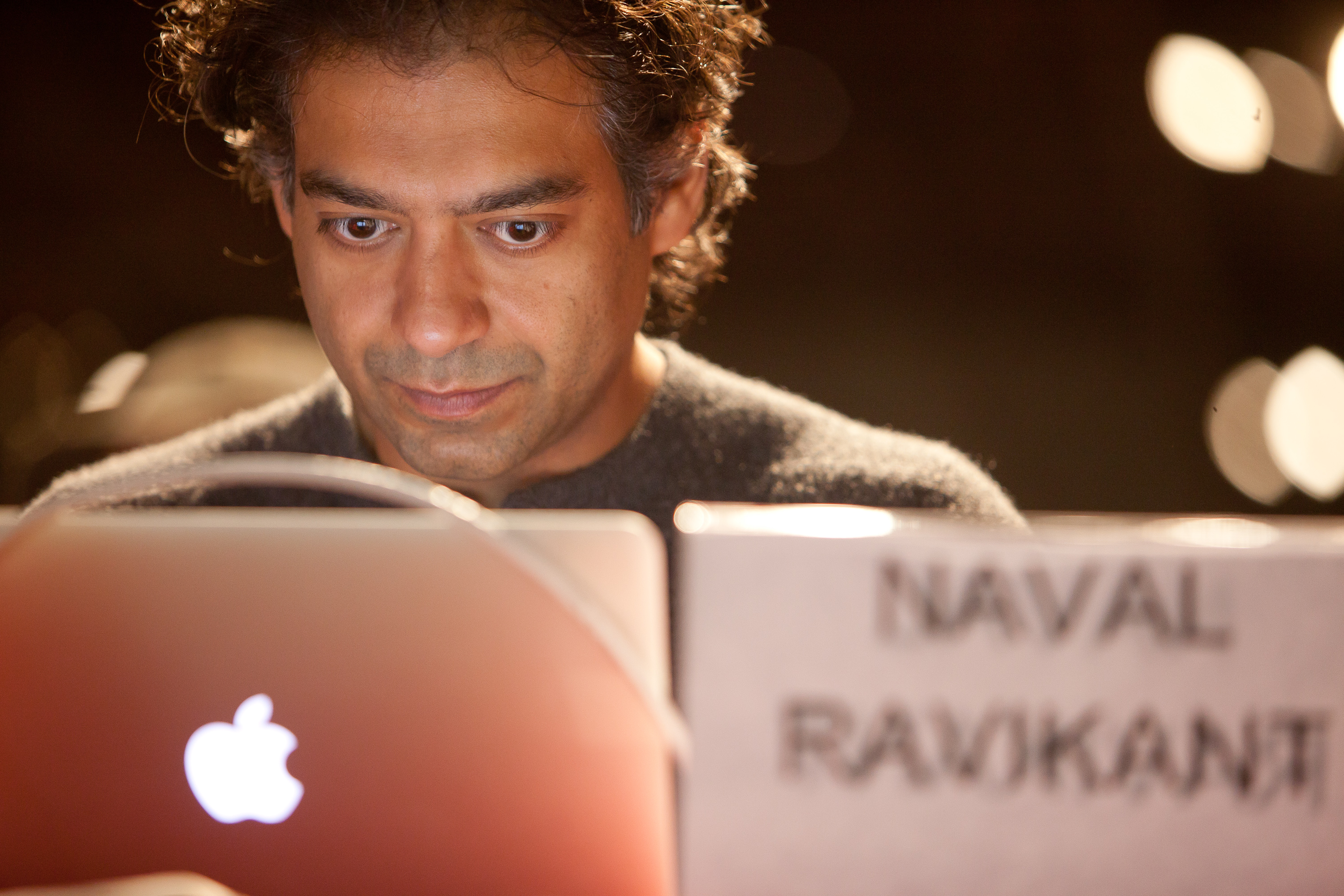
Il co-fondatore di AngelList, Naval Ravikant

Il 1 marzo 2012 l'House Majority Leader (capo della maggioranza alla Camera) Eric Cantor presentò e inserì nel calendario legislativo della Camera una nuova versione dello H.R.3606, rinominato Jumpstart Our Business Startups (lo JOBS Act). La proposta riveduta comprendeva l'originale H.R.3606; i già approvati H.R. 1070, H.R. 2930, H.R. 2940; ed altre due proposte che erano ancora all'esame della Camera: Private Company Flexibility and Growth (H.R. 2167), e Capital Expansion (H.R. 4088). Il co-fondatore di AngelList Naval Ravikant, che per sei mesi aveva fatto lobbying per le riforme JOBS Act, ricorda:
 Aveva finito per diventare un'accozzaglia di diverse proposte messe assieme, e allora qualche genio, probabilmente qualche funzionario del Congresso, disse "Come potremo far approvare questa roba? Oh — diciamo che ha qualcosa a che fare con i lavori ["jobs" in inglese].  Jumpstarting Our Business Startups! JOBS, JOBS!" E allora, quale parlamentare può votare contro qualcosa chiamato JOBS Act [più o meno, "legge del/per il lavoro"]? Fu un miracolo.

Dopo un certo dibattito accompagnato da revisione, il nuovo JOBS Act fu approvato dalla Camera l'8 marzo. Il 13 marzo, lo stesso giorno in cui l'Act era stato inserito nel calendario legislativo del Senato, il senatore Jeff Berkley presentò una versione riveduta della sua proposta CROWDFUND, S.2190, con l'appoggio di Michael Bennet (D-CO), Scott Brown (R-MA), e Mary Landrieu (D-LA). La nuova proposta si basava su S.1970 ma conteneva elementi di S.1791, elevando i limiti di investimento. Ampliava anche la sezione responsabilità per autorizzare espressamente gli investitori a convenire gli emittenti per la somma investita o per danni. Il 19 marzo, nel dibattito al Senato sullo JOBS Act, Merkley, Bennet, e Brown emendarono la normativa prendendo la formulazione della H.R.2930 e sostituendola nella S.2190.
La conseguente revisione fu approvata al Senato il 22 marzo, e dopo qualche discussione passò anche alla Camera il 27 marzo. Il JOBS Act fu promulgato come legge con una cerimonia al White House Rose Garden il 5 aprile 2012.

### Associazioni industriali
Un certo numero di organizzazioni statunitensi sono state fondate per fornire formazione e advocacy relative all'Equity Crowdfunding, come consentito dal JOBS Act. Tra queste:
- Crowdfunding Professional Association[28]
- National Crowdfunding Association[29]
- CrowdFund Intermediary Regulatory Advocates[30]

## Titoli
I titoli del disegno di legge sono:
- TITLE I - REOPENING AMERICAN CAPITAL MARKETS TO EMERGING GROWTH COMPANIES
- TITLE II - ACCESS TO CAPITAL FOR JOB CREATORS
- TITLE III - CROWDFUNDING
- TITLE IV - SMALL COMPANY CAPITAL FORMATION
- TITLE V - PRIVATE COMPANY FLEXIBILITY AND GROWTH
- TITLE VI - CAPITAL EXPANSION
- TITLE VII -  OUTREACH ON CHANGES TO THE LAW OR COMMISSION

## Disposizioni del disegno di legge
Il JOBS Act cambiò effettivamente una serie di leggi e regolamenti rendendo più semplice per le società sia quotarsi in borsa, sia raccogliere capitali privatamente e rimanere non quotate più a lungo. Tra le modifiche troviamo esenzioni per il crowdfunding, una versione più utile della Regulation A, offerte Regulation D Rule 506 generalmente sollecitate, ed un più facile percorso verso la registrazione di un'offerta pubblica iniziale (IPO) per le società emergenti in espansione.
La normativa, fra molti altri aspetti, allunga il periodo di tempo che certe nuove società ad azionariato diffuso hanno per adeguarsi a taluni requisiti, compresi certi derivanti dal Sarbanes–Oxley Act, da due a cinque anni.
Le principali disposizioni del disegno della Camera come emendato avrebbero:
- Aumentato il numero di azionisti che una società può avere prima che le sia richiesto di registrare le azioni ordinarie alla SEC e divenire una società a rendicontazione pubblica. Questi requisiti ora scattano di solito quando le risorse di una società raggiungono 10 milioni di dollari e tale società ha 500 azionisti registrati.[37][38] Il disegno della Camera modificherebbe questa situazione in modo che la soglia sia raggiunta sono se la società ha 500 azionisti "non accreditati", o 2 000 azionisti totali, tra accreditati e non accreditati.[35][36]
- Fornito una nuova esenzione per il requisito di registrare offerte pubbliche alla SEC, per certi tipi di offerte modeste, soggette ad alcuna condizioni. Questa esenzione permetterebbe l'uso dei "portali di finanziamento" internet registrati presso il governo, il cui uso nei collocamenti privati è estremamente limitato dalla legge attuale. Una delle condizioni di questa esenzione è un limite annuo aggregato sulla somma che ciascuna persona può investire in offerte di questo tipo, commisurato al valore netto del reddito annuo della persona. I limiti sono   $2,000 o 5% (quello che risulti maggiore) per le persone che guadagnano (o valore) sino a $100,000, e $10,000 o 10% (quello che risulti minore) per persone che guadagnano (o valore) $100,000 o più. Questa esenzione è concepita per consentire una forma di equity crowdfunding.[39] Sebbene esistano già molti tipi di esenzione, la maggior parte delle offerte esenti, in particolare quelle effettuate tramite Internet, sono aperte solo agli investitori accreditati, o limitano il numero di investitori non accreditati che sono autorizzati a partecipare, a causa delle restrizioni legali imposte ai collocamenti privati di titoli. Inoltre, il disegno di legge prevede revisioni dei rendiconti finanziari per offerte comprese tra $100,000 e $500,000,  e revisioni dei rendiconti finanziari per offerte superiori a $500,000 (con un'offerta massima di $1,000,000).
- Definito "compagnie di crescita emergente" quelle con meno di miliardo di dollari in entrate totali annue nell'anno fiscale più recente.[40]
- Esonerato le società di crescita emergente da alcuni obblighi normativi e di divulgazione nella dichiarazione di registrazione che originariamente depositano al momento della pubblicazione, e per un periodo di cinque anni dopo tale data. L'alleggerimento più significativo è costituito dagli obblighi imposti dalla sezione 404 del Sarbanes-Oxley Act e dalle relative norme e regolamenti. Le nuove società ad azionato diffuso hanno ora un periodo di introduzione graduale di due anni, quindi questo progetto di legge lo prorogherà di altri tre anni. Le società ad azionato diffuso più piccole hanno già diritto ad uno sgravio speciale da questi requisiti, e il disegno di legge non cambia questo fatto.[39]
- Eliminato il divieto di "sollecitazione generale" e pubblicità in specifici tipi di collocamenti privati di titoli.[39]  Ciò consente una più ampia commercializzazione dei collocamenti, a condizione che le società vendano solo a investitori accreditati (sulla base del reddito, del patrimonio netto o della conferma scritta da parte di un terzo specificato).[40]
- Aumentato il limite per le offerte di titoli esentate ai sensi della regola A da 5 milioni di dollari a 50 milioni di dollari, consentendo in tal modo maggiori sforzi di raccolta fondi ai sensi di questa regola semplificata.[39]
- Aumentato il numero di azionisti autorizzati nelle community bank[41] da 500 a 2.000.[39]
- Il disegno di legge vieta il crowdfunding dei fondi di investimento.[42]

## Opinioni

### Favorevoli
Il JOBS Act ebbe sostegno unanime al Congresso.
Fu supportato da molti nelle comunità tecnologica e delle startup, tra cui Google, Steve Case (fondatore di AOL), Mitch Kapor (fondatore di Lotus), e molti altri imprenditori. Ebbe l'appoggio anche della National Venture Capital Association, che descrisse la proposta come un ammodernamento di regole che erano state fissate più di 100 anni prima, tra l'altro facilitando l'uso dei servizi online per investire nelle piccole imprese. Le norme sull'"equity crowdfunding", noto anche come "securities crowdfunding," che permette alle società di vendere titoli attraverso piattaforme aperte, furono spesso assimilate al modello online di Kickstarter per finanziare artisti e designer.
Il JOBS Act è anche uno sviluppo gradito alle organizzazioni no-profit che utilizzano le piattaforme di crowd funding per prestiti di microfinanza, come Kiva e Zidisha. Queste organizzazioni non hanno ottenuto autorizzazioni come broker di valori mobiliari a causa degli elevati costi di conformità legale. Kiva, un'organizzazione che permette a singoli utenti di sostenere i microcrediti gestiti da intermediari nei paesi in via di sviluppo, si adegua alle regole della SEC rendendo impossibile ai prestatori di ottenere un rendimento finanziario positivo. Zidisha, che gestisce una piattaforma stile E-Bay che permette agli utenti web di trattare direttamente con i mutuatari con conoscenze informatiche nei paesi in via di sviluppo, permette ai prestatori di guadagnare interessi, ma rispetta le norme SEC non garantendo i pagamenti in contanti.
RocketHub testimoniò il 26 giugno 2012 al Congresso a sostegno del JOBS Act e del suo intento di offrire l'equity crowdfunding.
Il disegno di legge fu anche sostenuto da David Weild IV, ex vicepresidente del NASDAQ, che testimoniò a sua volta dinanzi al Congresso. Gli studi scritti da Weild in collaborazione con Edward H. Kim e pubblicati da Grant Thornton, "identifica[vano] cambiamenti nella struttura del mercato mobiliare che davano origine ad un declino nel mercato IPO", e pertanto "davano origine al JOBS Act", secondo a Devin Thorpe di Forbes. Questo ha indotto alcuni a indicare Weild quale "padre" del JOBS Act. La prima società a perfezionare un'offerta pubblica iniziale secondo le previsioni del JOBS Act fu Natural Grocers by Vitamin Cottage (NYSE:NGVC) il 25 luglio 2012.

### Contrarie
L'Act finale fu soggetto a critiche su vari fronti. Alcuni fautori del crowdfunding erano delusi dal fatto che la versione finale del Title III, l'esenzione del crowdfunding, limitasse l'investimento ad 1 milione di dollari e richiedesse una quantità di informazioni che avrebbero reso impraticabile l'esenzione per le start-up più piccole, specialmente dato il limite di un milione di dollari. Questo titolo fu criticato anche per non aver contemplato un modo in cui gli investitori potessero formare fondi di crowdfunding, in tal modo diversificando i loro investimenti. Benché il Title IV prevedesse anche alcuni allentamenti sulle restrizioni della Regulation A, non garantiva alcuna prevenzione federale. Ossia, alcune società di offerte devono ancora registrare l'offerta in ciascuno Stato. La registrazione Stato-per-Stato era una delle ragioni principali che il Government Accountability Office individuò per l'interesse notevolmente basso verso le offerte Regulation A pre-JOBS Act.
La legge è stata criticata anche da alcuni gruppi di consumatori. Ad esempio, la legge è stata osteggiata da alcuni regolatori di titoli e sostenitori dei consumatori e degli investitori, tra cui l'AARP (associazione di pensionati), la Consumer Federation of America, il Council of Institutional Investors e altri. Fra le lagnanze c'era la considerazione che l'allentamento delle protezioni avrebbe esposto i piccoli investitori alle frodi. La Consumer Federation of America ha definito una versione precedente della legislazione come "l'idea pericolosa e screditata che i posti di lavoro si creino indebolendo le protezioni normative". Il criminologo William K. Black aveva detto che questa legge avrebbe portato ad una "corsa normativa verso il basso" e dichiarò ancora che Wall Street aveva esercitato pressioni per indebolire il Sarbanes-Oxley Act. È stata contestata anche da sindacati, tra cui AFL-CIO, AFSCME, e National Education Association.
Sono state mosse critiche alla versione della Camera del disegno di legge in quanto "distrugge i regolamenti destinati a salvaguardare gli investitori", legalizza le attività boiler room (attività spregiudicate di vendita attraverso lavoratori di call center sfruttati), "solleva le imprese che si preparano a rendere pubbliche da alcune delle più importanti norme di revisione contabile che il Congresso ha approvato dopo lo scandalo Enron", e [costituisce] "un terribile pacchetto di leggi che annullerebbe le protezioni essenziali per gli investitori, ridurrebbe la trasparenza del mercato e distorcerebbe l'efficiente allocazione del capitale". Il disegno di legge ha inoltre eliminato alcuni obblighi di comunicazione, come la comunicazione di compensi ai dirigenti, che non erano nello spirito del disegno di legge.

## Attuazione e conseguenze
I Title I e VI del JOBS Act entrarono in vigore subito dopo l'approvazione. La SEC ha approvato la revoca del divieto generale di sollecitazione il 10 luglio 2013, aprendo la strada all'adozione del Titolo II. Alla data dell'ottobre 2014, i titoli III e IV erano in attesa di una regolamentazione più dettagliata da parte della SEC, che non aveva rispettato le scadenze originarie. Alcuni hanno attribuito il ritardo alle preoccupazioni dell'ex presidente SEC Mary Schapiro per la sua eredità [politica]. Le regole del Titolo III sono state proposte per l'adozione da parte della SEC il 23 ottobre 2013. Il 16 maggio 2016 sono entrate in vigore le regole del Title III Regulation Crowdfunding adottate dalla SEC.
In una riunione aperta del 25 marzo 2015, la Securities and Exchange Commission (SEC) ha deciso di approvare e pubblicare le regole finali attese da tempo per il Title IV del JOBS Act (comunemente noto come Regulation A+). Secondo le norme finali, in base alla Regulation A le società potranno offrire e vendere fino a 50 milioni di dollari di titoli al pubblico in generale, a condizione che siano soddisfatti determinati requisiti di ammissibilità, comunicazione e rendicontazione. Mentre alcune offerte saranno esenti dall'obbligo di registrazione statale, in cambio di obblighi di notifica più ampi, altre non saranno e dovranno comunque registrarsi presso ogni Stato in cui sono offerti i titoli. Per le offerte fatte su Internet, ciò significa probabilmente la registrazione in tutti i 50 Stati. Le norme definitive della Regulation A sono state pubblicate nel Federal Register il 20 aprile 2015 e sono entrate in vigore il 19 giugno 2015.
Il 30 ottobre 2015 la Securities and Exchange Commission "ha adottato le regole definitive per consentire alle società di offrire e vendere titoli attraverso il crowdfunding. La commissione ha inoltre votato per proporre modifiche alle norme vigenti del Securities Act per facilitare le offerte di titoli intrastatali e regionali".